# Playa Cavancha

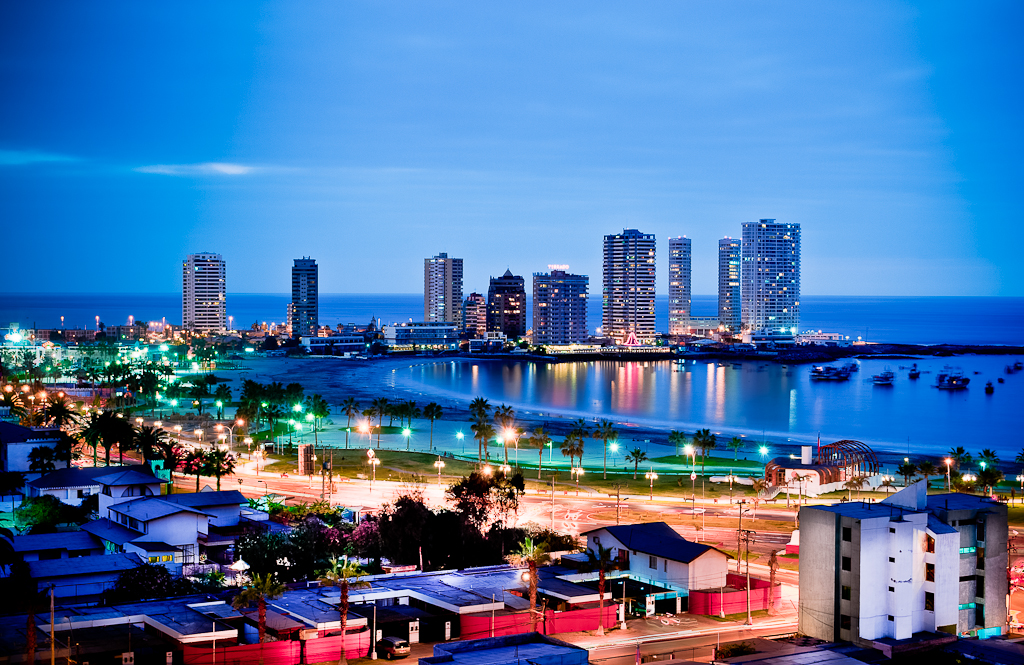
Zonas residenciales en Cavancha.

El Balneario Cavancha (del aimara: q'awancha ‘zanjón a arroyo’) es una playa del océano Pacífico ubicada en la Región de Tarapacá, al norte de Chile.
Cavancha es un sector exclusivo y tradicional Iquique, así como un punto importante  de turismo y entretención

## Ubicación
Cavancha es el sector que rodea a la playa del mismo nombre ubicada en pleno centro de la ciudad de Iquique. Se encuentra a metros del casco antiguo de la ciudad entre el actual Hotel Gavina por el norte y la rotonda Cavancha por el sur, la cual incluye la península en su totalidad. En el lugar convergen 25 restaurantes, torres residenciales y hoteles más exclusivos de Iquique además se pueden encontrar pubs, resto-bares y el casino de juegos. Además, se encontraba el ex-estadio, en el cual ejercía de local el Club Deportes Iquique en el fútbol profesional hasta 1993, y que será provisoriamente utilizado a partir de septiembre de 2016 para el campeonato de fútbol profesional. Es uno de los sectores bohemios de la ciudad.

## Características
Es una de las más populares y concurridas de la zona. Está rodeada de palmeras, parques, acuario, exhibición de animales camélidos y un estanque de agua donde se realiza un Show con lobos marinos. La playa esta abrigada del viento; su mar, manso y templado es apto para el baño todo el año, incluso para el baño nocturno, mientras sus arenas son de color totalmente blancas albergan a veraneantes durante todas las épocas del año.
En el extremo norte de Cavancha es posible practicar diversos deportes náuticos como el bodyboard, surf, windsurf, velerismo, esquí acuático, entre otros, gracias a sus grandes olas. La temperatura promedio en el año alcanza los 24 °C, por lo que puede ser visitada durante todo el año. 